# Раковац (Бујановац)
Раковац је насеље у Србији у општини Бујановац у Пчињском округу. Према попису из 2022. било је 1063 становника.

## Демографија
У насељу Раковац живи 734 пунолетна становника, а просечна старост становништва износи 36,7 година (36,8 код мушкараца и 36,6 код жена). У насељу има 230 домаћинстава, а просечан број чланова по домаћинству је 4,25.
Ово насеље је великим делом насељено Србима (према попису из 2002. године), а у последња три пописа, примећен је пораст у броју становника.
|  |

| Демографија | Демографија | Демографија |
| Година      | Становника  | Становника  |
| ----------- | ----------- | ----------- |
| 1948.       | 744         |             |
| 1953.       | 787         |             |
| 1961.       | 780         |             |
| 1971.       | 1.165       |             |
| 1981.       | 778         |             |
| 1991.       | 822         | 808         |
| 2002.       | 977         | 1.004       |
| 2022.       | 1.063       |             |

| Година пописа     | 1948. | 1953. | 1961. | 1971. | 1981. | 1991. | 2002. |
| ----------------- | ----- | ----- | ----- | ----- | ----- | ----- | ----- |
| Број домаћинстава | 109   | 121   | 130   | 233   | 171   | 196   | 230   |

| Број чланова      | 1  | 2  | 3  | 4  | 5  | 6  | 7  | 8 | 9 | 10 и више | Просек |
| ----------------- | -- | -- | -- | -- | -- | -- | -- | - | - | --------- | ------ |
| Број домаћинстава | 18 | 34 | 24 | 54 | 41 | 27 | 25 | 5 | 0 | 2         | 4,25   |

| Пол    | Укупно | Неожењен/Неудата | Ожењен/Удата | Удовац/Удовица | Разведен/Разведена | Непознато |
| ------ | ------ | ---------------- | ------------ | -------------- | ------------------ | --------- |
| Мушки  | 381    | 98               | 261          | 21             | 1                  | 0         |
| Женски | 395    | 75               | 258          | 48             | 13                 | 1         |
| УКУПНО | 776    | 173              | 519          | 69             | 14                 | 1         |

| Пол    | Укупно                    | Пољопривреда, лов и шумарство | Рибарство                            | Вађење руде и камена | Прерађивачка индустрија       |
| ------ | ------------------------- | ----------------------------- | ------------------------------------ | -------------------- | ----------------------------- |
| Мушки  | 199                       | 12                            | 0                                    | 0                    | 85                            |
| Женски | 136                       | 11                            | 0                                    | 0                    | 65                            |
| УКУПНО | 335                       | 23                            | 0                                    | 0                    | 150                           |
| Пол    | Производња и снабдевање   | Грађевинарство                | Трговина                             | Хотели и ресторани   | Саобраћај, складиштење и везе |
| Мушки  | 5                         | 4                             | 10                                   | 2                    | 16                            |
| Женски | 0                         | 0                             | 12                                   | 11                   | 0                             |
| УКУПНО | 5                         | 4                             | 22                                   | 13                   | 16                            |
| Пол    | Финансијско посредовање   | Некретнине                    | Државна управа и одбрана             | Образовање           | Здравствени и социјални рад   |
| Мушки  | 0                         | 2                             | 9                                    | 4                    | 13                            |
| Женски | 0                         | 1                             | 4                                    | 6                    | 12                            |
| УКУПНО | 0                         | 3                             | 13                                   | 10                   | 25                            |
| Пол    | Остале услужне активности | Приватна домаћинства          | Екстериторијалне организације и тела | Непознато            | Непознато                     |
| Мушки  | 5                         | 0                             | 0                                    | 32                   | 32                            |
| Женски | 2                         | 0                             | 0                                    | 12                   | 12                            |
| УКУПНО | 7                         | 0                             | 0                                    | 44                   | 44                            |

| Етнички састав према попису из 2002.‍ | Етнички састав према попису из 2002.‍ | Етнички састав према попису из 2002.‍ | Етнички састав према попису из 2002.‍ | Етнички састав према попису из 2002.‍ |
| ------------------------------------ | ------------------------------------ | ------------------------------------ | ------------------------------------ | ------------------------------------ |
|                                      |                                      |                                      |                                      |                                      |
| Срби                                 | Срби                                 |                                      | 972                                  | 99,48%                               |
| Хрвати                               | Хрвати                               |                                      | 1                                    | 0,10%                                |
| Македонци                            | Македонци                            |                                      | 1                                    | 0,10%                                |
| непознато                            | непознато                            |                                      | 1                                    | 0,10%                                |

| Етнички састав према попису из 2022.‍ | Етнички састав према попису из 2022.‍ | Етнички састав према попису из 2022.‍ | Етнички састав према попису из 2022.‍ | Етнички састав према попису из 2022.‍ |
| ------------------------------------ | ------------------------------------ | ------------------------------------ | ------------------------------------ | ------------------------------------ |
|                                      |                                      |                                      |                                      |                                      |
| Срби                                 | Срби                                 |                                      | 962                                  | 90,5%                                |
| Роми                                 | Роми                                 |                                      | 90                                   | 8,5%                                 |